# Rosario Bagnasco
Rosario Bagnasco (Palermo, 1810 – Palermo, 13 settembre 1879) è stato un patriota, politico e scultore italiano.

## Biografia
Nato nella Palermo borbonica in una famiglia di condizioni assai modeste, viveva facendo lo scultore in legno.
Condivise ben presto le idee repubblicane del fratello maggiore Francesco, nato nel 1799, che aveva preso parte attiva ai moti del 1820 e che, il 9 gennaio 1848 aveva fatto affiggere nelle principali vie di Palermo un manifesto di sfida anti-borbonico, pare su suggerimento del fratello Rosario, che segnò l'inizio dei moti di Palermo di quell'anno.
Rosario, per parte sua, amico di Rosolino Pilo e di Francesco Milo Guggino, nel 1848 aveva organizzato a Palermo il “Circolo popolare”, nel quale si raccoglievano personaggi di tendenze democratiche e repubblicane; un esempio che si diffuse anche nel resto della Sicilia. 
Costretto  all'esilio dopo la restaurazione borbonica, trovò dapprima rifugio a Malta ma poi partì per la Francia; a Marsiglia assieme ad altri fuoriusciti e in collegamento con l'organizzazione di Giuseppe Mazzini, continuò la sua attività anti-borbonica. Aveva frattanto ripreso, per vivere, la sua attività di scultore in legno.
Nel 1860, terminata la Spedizione dei Mille, rientrò a Palermo dove fu tra i fondatori della prima “Società degli operai” inaugurata il 3 marzo 1861, come anche partecipò all'organizzazione del “Partito d'Azione siciliano”. Fu uno strenuo oppositore della politica perseguita dal governo italiano prima e dopo la battaglia di Aspromonte. 
Tuttavia, quando dopo la morte di Giovanni Corrao, i repubblicani si scissero in due fazioni, egli parteggiò per l'ala più moderata, capeggiata da Francesco Perroni Paladini,. Egualmente, durante la rivolta palermitana del 1866, egli stette in disparte non approvandola, ma neppure approvò le dure misure prese dalle autorità per domarla. Rimase comunque sempre all'opposizione e per questo fu costantemente sorvegliato.Morì a Palermo il 13 settembre 1879.

### Annotazioni
1. ↑  Dopo la restaurazione Francesco venne arrestato e portato nella Cittadella di Messina dove morì.
2. ↑  Era infatti convinto che fosse più opportuno compiere un apostolato delle idee democratiche anziché perseguire una opposizione sistematica all'azione del governo.

### Fonti
1. 1 2   alla voce Rosario Bagnasco, su Comune di Palermo. URL consultato il 20 marzo 2023.
2. 1 2 3 4   Francesco Brancato, Rosario Bagnasco, su Dizionario biografico degli Italiani, vol. V, 1º gennaio 1963. URL consultato il 20 marzo 2023.